# Petropavl
Pour les articles homonymes, voir Petropavlovsk.
Petropavl (en kazakh : Петропавл) ou Petropavlovsk (en russe : Петропавловск) est une ville du Kazakhstan, et la capitale de l'oblys du Kazakhstan-Septentrional. Sa population s'élevait à 222 076 habitants en 2023.

## Géographie
Petropavl est située dans le nord du pays, près de la frontière avec la fédération de Russie, à 350 km à l'ouest d'Omsk, en Russie.
La ville est arrosée par l'Ichim ou Essil.

## Démographie
La population a évolué comme suit,, :
- 239 606 (1989[4])
- 203 523 (1999[3])
- 201 446 (2009[3])
- 203 803 (2012[2])
- 207 399 (2014[5])
- 222 076 (2023[6])

La dislocation de l'URSS provoque des vagues successives d'émigration de la population d'origine européenne. La ville qui était presque exclusivement peuplée de nationalités européennes (avec une prépondérance des Russes) dans les années 1960, est aujourd'hui composée de la manière suivante:
- Russes — 132 668 hab. (63,67 %)
- Kazakhs — 53 946 hab. (25,89 %)
- Tatars — 6 719 hab. (3,22 %)
- Ukrainiens — 4 513 hab. (2,17 %)
- Allemands du Kazakhstan — 3 648 hab. (1,75 %)
- Biélorusses — 976 hab. (0,47 %)
- Polonais — 820 hab. (0,39 %)
- Arméniens — 674 hab. (0,32 %)
- Tadjiks — 626 hab. (0,3 %)
- Azéris — 652 hab. (0,31 %)
- Ouzbeks — 229 hab. (0,11 %)
- et autres — 3157 hab. (1,515 %)

## Climat
| Mois                                        | jan.     | fév.       | mars       | avril      | mai        | juin      | jui.      | août      | sep.      | oct.       | nov.       | déc.     | année     |
| ------------------------------------------- | -------- | ---------- | ---------- | ---------- | ---------- | --------- | --------- | --------- | --------- | ---------- | ---------- | -------- | --------- |
| Température minimale moyenne (°C)           | −20,8    | −19,5      | −11,7      | −0,4       | 6,8        | 12,1      | 14        | 12,1      | 6,1       | 0,4        | −10,1      | −17,7    | −2,4      |
| Température moyenne (°C)                    | −16,5    | −14,7      | −6,9       | 4,7        | 13,3       | 18,1      | 19,5      | 17,4      | 11,2      | 4,3        | −6,6       | −13,7    | 2,5       |
| Température maximale moyenne (°C)           | −12,5    | −10        | −2         | 10,1       | 19,8       | 24,1      | 25        | 23,3      | 17        | 8,9        | −3,1       | −9,8     | 7,6       |
| Record de froid (°C) date du record         | −48 1901 | −42,5 1951 | −36,8 1915 | −26,4 1963 | −17,6 2007 | −2,6 1901 | 1,3 1901  | −4 1901   | −9,4 1901 | −25,6 1940 | −37,5 1987 | −45 1901 | −48 1901  |
| Record de chaleur (°C) date du record       | 4,5 1948 | 6,7 2016   | 14,5 2008  | 31 1982    | 37,2 1980  | 40,3 1931 | 40,5 1940 | 38,6 1952 | 33,6 2003 | 26,7 2018  | 15,6 1932  | 3,7 1967 | 40,5 1940 |
| Ensoleillement (h)                          | 77       | 130        | 188        | 235        | 287        | 308       | 307       | 245       | 184       | 107        | 74         | 62       | 2 204     |
| Précipitations (mm)                         | 19       | 17         | 20         | 24         | 33         | 45        | 69        | 45        | 31        | 30         | 30         | 25       | 388       |
| Record de pluie en 24 h (mm) date du record | 11 1988  | 11 2011    | 25 1972    | 24 1932    | 46 2011    | 88 1905   | 69 1988   | 70 1908   | 39 1906   | 23 1907    | 32 1905    | 23 1962  | 88 1905   |
| Nombre de jours avec précipitations         | 1        | 1          | 4          | 8          | 14         | 14        | 13        | 14        | 15        | 12         | 5          | 2        | 103       |
| Humidité relative (%)                       | 82       | 80         | 80         | 69         | 58         | 62        | 69        | 71        | 71        | 77         | 84         | 82       | 74        |
| Nombre de jours avec neige                  | 20       | 17         | 14         | 6          | 2          | 0,1       | 0         | 0         | 0         | 8          | 17         | 20       | 104       |
| Nombre de jours d'orage                     | 0        | 0          | 0          | 0,1        | 3          | 6         | 9         | 5         | 1         | 0,1        | 0          | 0        | 24        |
| Nombre de jours avec brouillard             | 2        | 1          | 4          | 2          | 1          | 1         | 2         | 3         | 2         | 2          | 2          | 2        | 24        |

| Diagramme climatique                                  |            |           |            |           |            |        |            |         |          |             |             |
| J                                                     | F          | M         | A          | M         | J          | J      | A          | S       | O        | N           | D           |
| −12,5−20,819                                          | −10−19,517 | −2−11,720 | 10,1−0,424 | 19,86,833 | 24,112,145 | 251469 | 23,312,145 | 176,131 | 8,90,430 | −3,1−10,130 | −9,8−17,725 |
| Moyennes : • Temp. maxi et mini °C • Précipitation mm |            |           |            |           |            |        |            |         |          |             |             |

## Transport

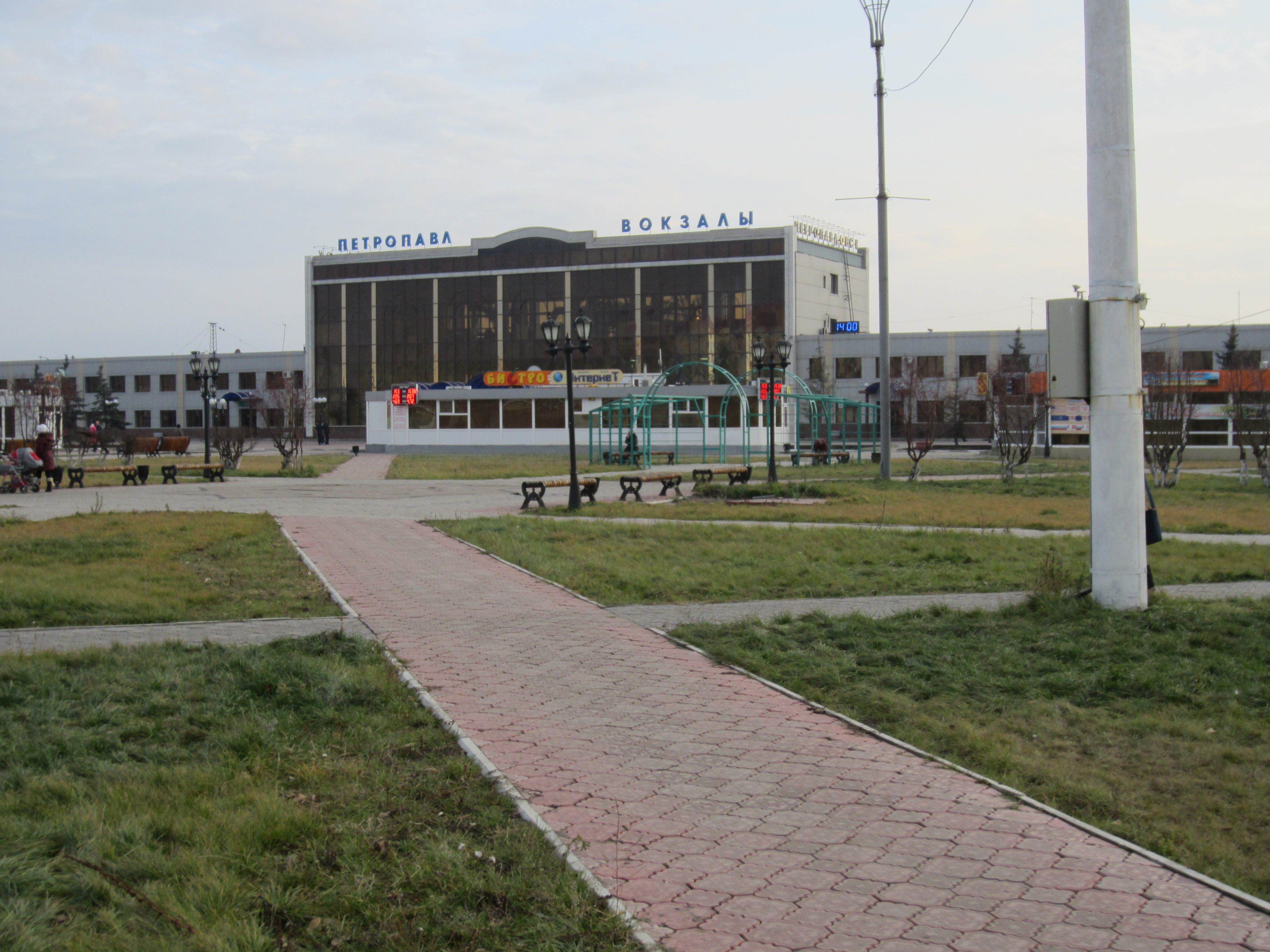
Gare de Petropavl

Petropavl a une gare ferroviaire qui donne accès à Moscou et à Astana.
La ligne de chemin de fer Transsibérien passait originellement par Petropavl, mais la ligne principale reste désormais en territoire russe et passe un peu plus au nord.
L'aéroport de Petropavl est situé à 11 km au sud de la ville.

## Éducation
Petropavl héberge l'université du Kazakhstan du nord (en), établie en 1937 sous le nom d'institut de formation des enseignants de Petropavlovsk.

## Histoire

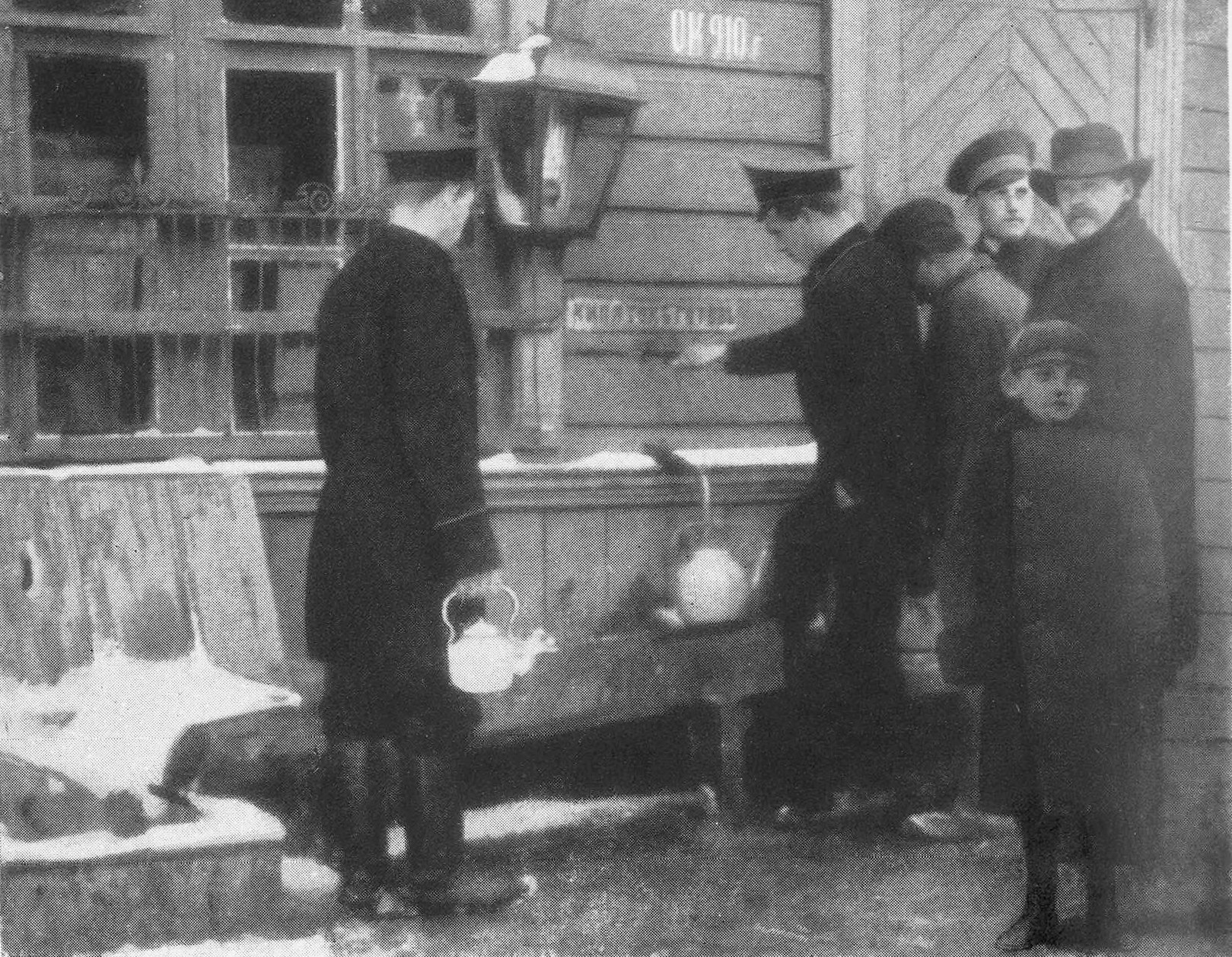
Passagers du Transsibérien prenant de l'eau chaude pour le thé à la gare de Petropavlovsk, 1913.

Petropavlovsk (ce qui veut dire de saint Pierre et de saint Paul) a été fondée en 1752 comme un avant-poste de l'armée russe pour surveiller les populations nomades de la steppe. Elle obtient le statut de ville en 1807. Petropavlovsk a prospéré grâce à son rôle de centre commercial spécialisé dans la soie et les tapis, et ce jusqu'à la Révolution russe en 1917. Après 1917, la ville s'industrialise peu à peu. Avec le déménagement des industries lourdes soviétiques au-delà de l'Oural lors de l'invasion allemande en 1941, Petropavlovsk croît encore et développe des activités industrielles dans les machines agricoles et les petits moteurs, ainsi que dans le traitement du cuir.
Après la dislocation de l'Union soviétique et la proclamation de l'indépendance du Kazakhstan, la ville devient kazakhe. Son nom officiel en kazakh devient Petropavl. Le russe restant seconde langue nationale, après l'indépendance, la ville se dit toujours Petropavlovsk en russe.

## Culte
- Orthodoxe :
- Catholique : paroisse de la Sainte-Trinité[10], dépendant de l'archidiocèse d'Astana confiée aux rédemptoristes, église du Sacré-Cœur[11] appartenant aux sœurs rédemptoristes.
- Sunnisme : mosquée de la ville récemment construite

## Personnalités liées à la commune
- Vladimir Chatalov (1927-2021), cosmonaute soviétique
- Shot (1989-2017), rappeur kazakh

## Jumelages
- Omsk (Russie)
- Tcheliabinsk (Russie)
- Novossibirsk (Russie)
- Iekaterinbourg (Russie)
- Hanovre (Allemagne)

## Illustrations

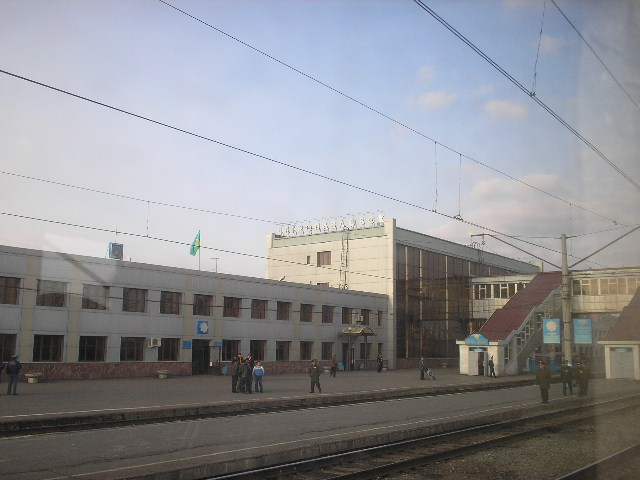
La gare ferroviaire.
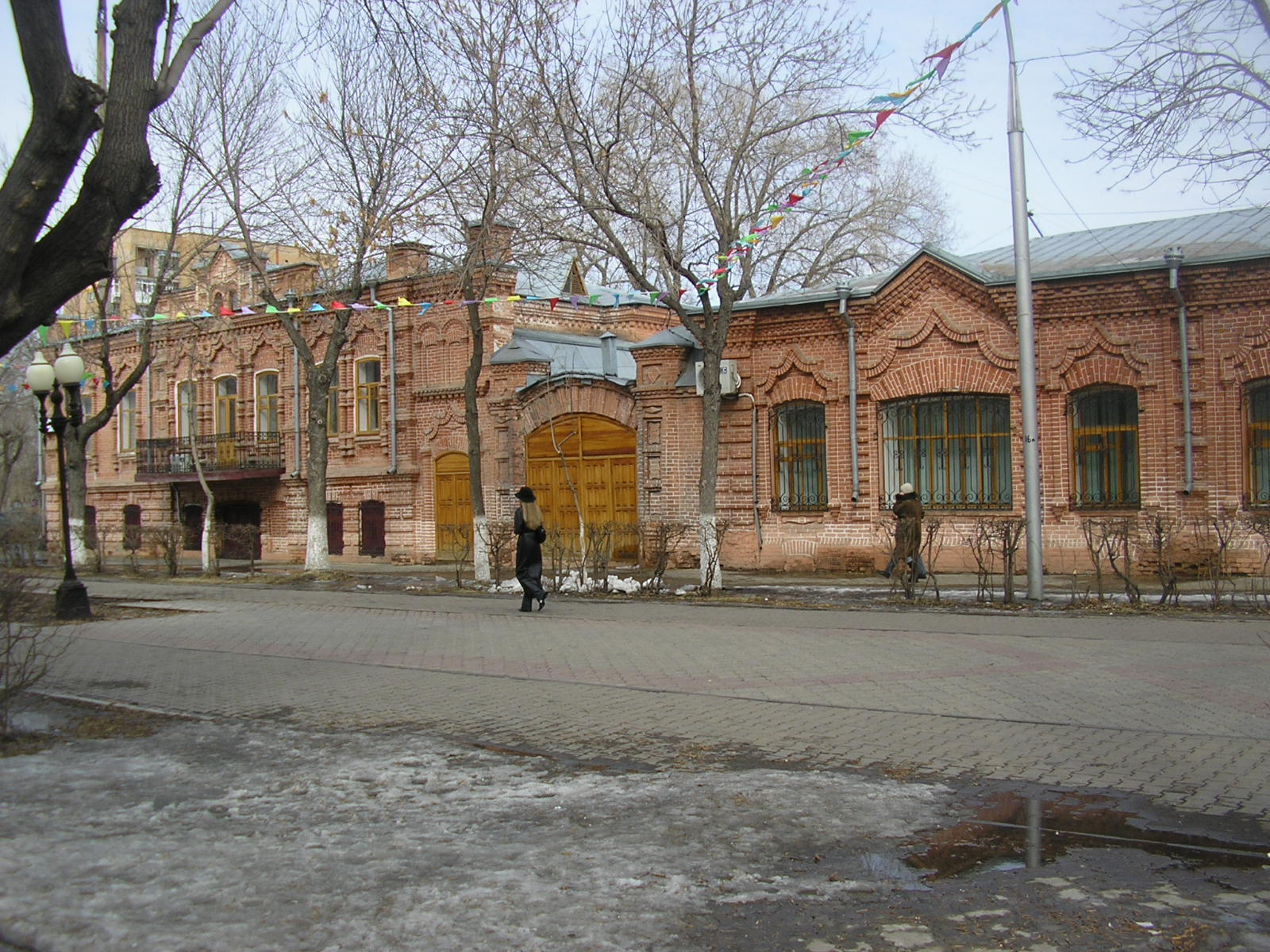
Le musée historique régional.
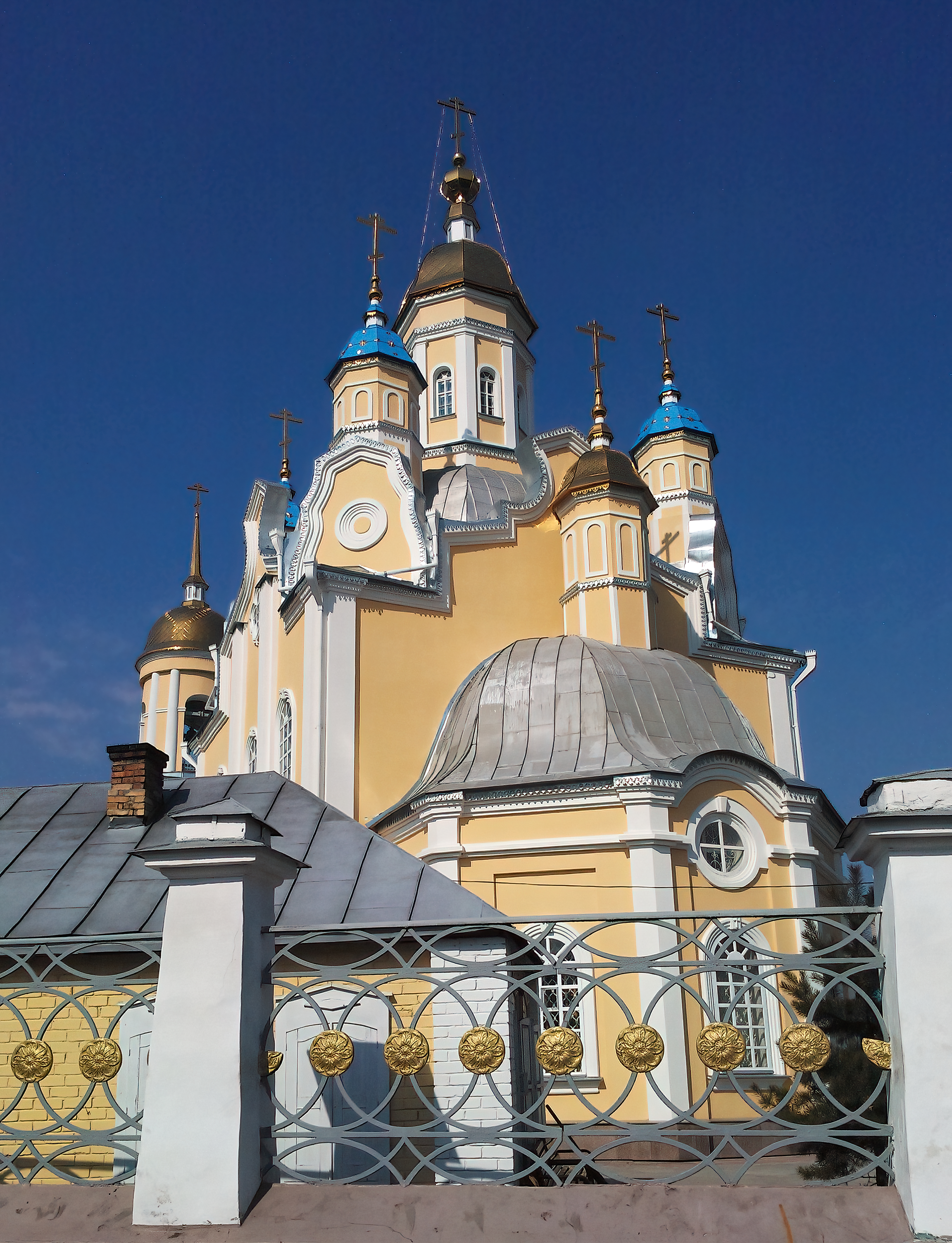
La cathédrale.
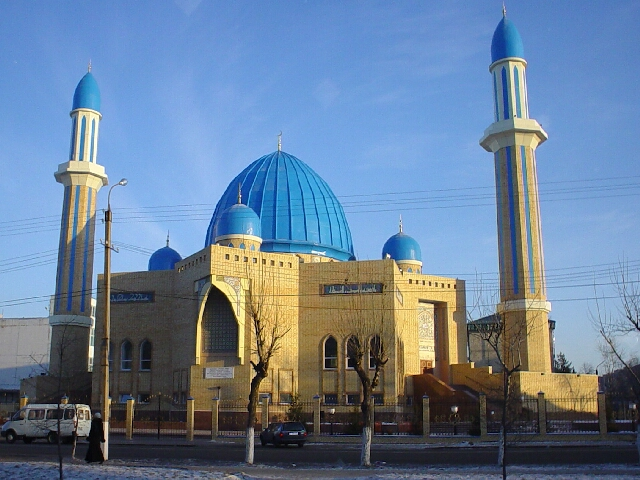
La mosquée, nouvellement construite, de la ville.